# Megan Walsh
Megan Ruby Walsh (Trim, Condado de Meath, Irlanda; 19 de febrero de 1997), es una soprano irlandesa, integrante del conjunto musical femenino Celtic Woman.

## Biografía

### Inicios y Educación
Megan nació el 19 de febrero de 1997 en Trim, Condado de Meath. Su segundo nombre, Ruby, proviene de sus abuelos maternos. Sus primeros años de vida los pasó en Trim. Su familia estuvo ligada al teatro musical, lo que la hizo aparecer en shows locales en Trim desde los cuatro años. Cuando tenía seis años, su familia se mudó a Navan. Sin embargo, Megan, continuó estudiando en escuelas de Trim hasta que cumplió los 14 años, inicialmente en la St. Mary's Primary School y posteriormente en la Scoil Mhuire. Completó sus últimos años de preparatoria en la Loreto Secondary School de Navan.
También estudió en el conservatorio de la Real Academia Irlandesa de Música desde los 10 hasta los 17 años, recibiendo múltiples reconocimientos.
Walsh también consiguió papeles en versiones locales de musicales de teatro como Cats; Jesucristo Superestrella, interpretando a María Magdalena; y Los miserables, donde interpretó a Cosette.
En 2016 ingresó a la Real Academia de Música en Londres, donde comenzó una licenciatura en música.

### Orquesta Transfronteriza de Irlanda
En el año 2014 Walsh ganó el certámen The Soloist patrocinado por la Cross Border Orchestra of Ireland. Viajó a los Estados Unidos donde se presentó junto a la orquesta en variados lugares, incluyendo el Carnegie Hall, en la ciudad de Nueva York. Regresó a su país donde continuó su gira con la orquesta como solista y como artista invitada.
Durante este tiempo cantó junto a destacados artistas irlandeses, como Emmet Cahill, de la agrupación musical Celtic Thunder y muchos otros artistas. Los lugares donde se ha presentado incluyen el Odyssey Arena en Belfast, así como también varios lugares en Dublín, como la Royal Dublin Society, la Sala Nacional de Conciertos de Dublín, el Teatro Helix, el Bord Gáis Energy Theatre y el Centro de Convenciones de Dublín. Otras actuaciones destacadas de Walsh han sido como artista destacada para el concierto por el 50° aniversario de la Asociación de Sociedades Musicales de Irlanda en el Bord Gáis Energy Theatre, en 2015 y en 2016 se presentó en la inauguración oficial de la conmemoración por los cien años del Alzamiento de Pascua en Irlanda.

### Celtic Woman
El 16 de agosto de 2018 fue anunciada como la nueva cantante de la agrupación musical irlandesa Celtic Woman. Previamente, en julio, participó en las grabaciones del decimosegundo álbum de estudio del conjunto, Ancient Land. Su participación en el grupo fue en sustitución de la cantante Susan McFadden, quien por aquel tiempo dejó el grupo ya que estaba a la espera de su primera hija, Joannie Byrne. Megan hizo su debut formal con la agrupación el 13 y 14 de septiembre de ese año, en la filmación de su nuevo concierto y especial de televisión Ancient Land, donde presentaron en vivo el material inédito del nuevo disco. El concierto tuvo lugar en el Castillo Johnstown, Condado de Wexford. Cabe señalar que este concierto al aire libre fue el primero que Celtic Woman ofrecía en un castillo, esto desde 2009, cuando filmaron su concierto Songs from the Heart.
La primera gira en la que Walsh participó junto al grupo fue para la navidad de 2018, en el tour The Best of Christmas, recorriendo Norteamérica interpretando clásicos villancicos tomados de los álbumes navideños previos del grupo. Posteriormente, desde febrero a noviembre de 2019, participó a tiempo completo en la gira promocional del álbum Ancient Land, recorriendo con Celtic Woman nuevamente los Estados Unidos e incluso Brasil. Posteriormente participó en la gira Celebration: 15 Years of Music & Magic de 2020 en conmemoración por los 15 años desde la creación del grupo, sin embargo la mayoría de los conciertos fueron cancelados como medida ante la pandemia de COVID-19 desatada en el primer semestre de ese año. La gira quedó pendiente para 2021, pero como tampoco pudo llevar se a cabo, terminó programándose para 2022, bajo el nombre de Postcards from Ireland.
Es la integrante más joven de la agrupación con tan solo 28 años.

## Carrera en Solitario
En noviembre de 2021 lanzó su single debut titulado Maybe, a la par de sus proyectos con Celtic Woman, como su siguiente gira.

## Discografía
En solitario:
- Maybe (2021)

Con Celtic Woman:
- Celtic Woman: Ancient Land (2018)
- Celtic Woman: The Magic of Christmas (2019)
- Celtic Woman: Celebration (2020)
- Celtic Woman: Postcards from Ireland (2021)

## Enlaces Externos
- Sitio web oficial de Megan Walsh
- Sitio web oficial de Celtic Woman